# Querschnitt
Albums de Megaherz
Himmelfahrt
(2000) Herzwerk II
(2002)
Querschnitt est un album compilation du groupe de metal industriel allemand Megaherz, sorti en 2001.

## Liste des pistes

### Disque 1
1. Miststück - 3:29
2. Gott sein - 4:13
3. Kopf durch die Wand - 4:29
4. Wer bist Du? - 3:05
5. Kopfschuss - 4:19
6. Herz aus Stein - 4:04
7. Jordan - 3:38
8. Burn - 1:37
9. Rappunzel - 3:57
10. Himmelfahrt - 6:01
11. Tanz auf dem Vulkan - 5:41
12. Das Licht am Ende der Welt - 4:23
13. Hurra – Wir leben noch - 4:43
14. Schlag' zurück - 3:59
15. Teufel - 5:00
16. Hänschenklein '97 - 2:50

### Disque 2
1. Freiflug (Video/Radio Cut) - 3:48
2. Freiflug (Album Version) - 4.58
3. Liebestöter (Club Mix) - 4.35
4. Liebestöter (Atomic Mix) - 5:33
5. Rock Me, Amadeus (Radio Edit) - 3:26
6. Rock Me, Amadeus (Fieberwahn Mix) - 6:02
7. Gott sein (Blemish's Buss & Bet Mix) - 7:39
8. Gott sein (Kerosin Take Off Mix) - 4:30
9. Himmelfahrt (Radio Edit) - 4:29